# Los Fresnos
Los Fresnos ist eine Stadt im Cameron County im US-Bundesstaat Texas in den Vereinigten Staaten. Das U.S. Census Bureau hat bei der Volkszählung 2020 eine Einwohnerzahl von 8114 ermittelt.

## Geografie
Die Stadt liegt an der Zusammenführung des Highway 100 und der Farm Road 1847 im äußersten Südosten von Texas, ist im Süden etwa 20 km von der Grenze zu Mexiko und dem Rio Grande, im Osten etwa 32 km vom Golf von Mexiko entfernt und hat eine Gesamtfläche von 6,5 km², wovon 0,2 km² Wasserfläche ist.

## Demografische Daten
Nach der Volkszählung im Jahr 2000 lebten hier 4.512 Menschen in 1.296 Haushalten und 1.092 Familien. Die Bevölkerungsdichte betrug 722,9 Einwohner pro km². Ethnisch betrachtet setzte sich die Bevölkerung zusammen aus 81,96 % weißer Bevölkerung, 0,42 % Afroamerikanern, 0,13 % amerikanischen Ureinwohnern, 0,02 % Asiaten, 0,09 % Bewohnern aus dem pazifischen Inselraum und 14,38 % aus anderen ethnischen Gruppen. Etwa 2,99 % waren gemischter Abstammung und 84,62 % der Bevölkerung waren spanischer oder lateinamerikanischer Abstammung.
Von den 1.296 Haushalten hatten 53,5 % Kinder unter 18 Jahre, die im Haushalt lebten. 63,7 % davon waren verheiratete, zusammenlebende Paare. 17,7 % waren allein erziehende Mütter und 15,7 % waren keine Familien. 14,2 % aller Haushalte waren Singlehaushalte und in 7,7 % lebten Menschen, die 65 Jahre oder älter waren. Die Durchschnittshaushaltsgröße betrug 3,48 und die durchschnittliche Größe einer Familie belief sich auf 3,86 Personen.
36,4 % der Bevölkerung waren unter 18 Jahre alt, 9,2 % von 18 bis 24, 29,2 % von 25 bis 44, 17,1 % von 45 bis 64, und 8,1 % die 65 Jahre oder älter waren. Das Durchschnittsalter war 28 Jahre. Auf 100 weibliche Personen aller Altersgruppen kamen 93,8 männliche Personen. Auf 100 Frauen im Alter von 18 Jahren und darüber kamen 84,6 Männer.
Das jährliche Durchschnittseinkommen eines Haushalts betrug 25.793 USD, das Durchschnittseinkommen einer Familie 27.670 USD. Männer hatten ein Durchschnittseinkommen von 20.459 USD gegenüber den Frauen mit 17.904 USD. Das Prokopfeinkommen betrug 9.507 USD. 34,2 % der Bevölkerung und 28,5 % der Familien lebten unterhalb der Armutsgrenze. Davon waren 43,8 % Kinder und Jugendliche unter 18 Jahren und 22,4 % waren 65 oder älter.